# Mark King (polityk)
Mark King – belizeński polityk, członek Zjednoczonej Partii Demokratycznej, poseł z okręgu Lake Independence oraz wiceminister ds. rozwoju, przemian społecznych i zmniejszenia ubóstwa.

## Życiorys
Związał się ze Zjednoczoną Partią Demokratyczną i z jej ramienia kandydował do parlamentu.
7 marca 2012 został członkiem Izby Reprezentantów z okręgu Lake Independence, w którym pokonał przedstawiciela PUP: Martina Galveza, zdobywając 1544 głosów (stosunek głosów: 48% do 42,65%).
Pięć dni później premier Dean Barrow powołał go do swojego drugiego rządu na stanowisko wiceministra ds. rozwoju, przemian społecznych i zmniejszenia ubóstwa.